# Nakovana-Höhle
Die Nakovana-Höhle ist eine Höhle an der kroatischen Adriaküste. Sie befindet sich in Süddalmatien auf der Halbinsel Pelješac in der Nähe der Stadt Orebić.
Im Sommer 1999 wurde die Höhle mit drei Sälen von den Archäologen Timothy Kaiser und Stašo Forenbaher entdeckt und erforscht. Sie fanden unter anderem Importkeramik aus Griechenland, den griechischen Kolonien in Süditalien, Teile einer 2200 Jahre alten astrologischen Tafel aus Elfenbein  und lokale Waren. Die Funde lagen  mehrheitlich am Fuße eines 60 cm hohen phallischen Stalagmiten. 
Die Höhle wurde wahrscheinlich von den damals hier ansässigen Illyrern als Kultstätte benutzt.

## Nachweise
1. ↑  Bebilderte Informationen (kroatisch)